# (37752) 1997 CR12
1997 CR12 (asteroide 37752) é um asteroide da cintura principal. Possui uma excentricidade de 0.09796610 e uma inclinação de 9.84258º.
Este asteroide foi descoberto no dia 3 de fevereiro de 1997 por Spacewatch em Kitt Peak.